# 竹中修一
竹中 修一（たけなか しゅういち、1918年4月20日 - 1997年7月31日）は、日本の政治家。自由民主党衆議院議員（5期）。青森県出身。経世会所属であった。

## 経歴
青森県青森市出身。弘前高等学校（のちの弘前大学文理学部）を経て、東北帝国大学法文学部卒。青森ガス社長を経て、1967年の第31回衆議院議員総選挙で青森1区（4人区）に無所属で立候補するが、落選。1972年の第33回衆議院議員総選挙で自由民主党から立候補し、初当選。以後5期務める。1977年の福田赳夫内閣 (改造)では防衛政務次官。1979年の第2次大平内閣では建設政務次官。1990年の第39回衆議院議員総選挙で落選し、政界引退。この選挙では、自由民主党は、青森1区に4人擁立した。同年、勲二等旭日重光章を受章。1996年の第41回衆議院議員総選挙では、新進党公認候補の工藤隆一とは親戚関係ではあったが、自由民主党の津島雄二の選対本部長を務めた。翌1997年死去。